# 井上悟 (アナウンサー)
井上 悟（いのうえ さとる、1939年〈昭和14年〉12月24日 - ）は、元RKB毎日放送のアナウンサー・ラジオプロデューサー。
福岡県甘木市（現・朝倉市）生まれ。西南学院大学文学部卒業後、1963年にRKBに入社。1978年からはマイクネームを友人の勧めで井上里瑠に改名、プロデューサーや作家のときは井上サトルとして活動。現在はRKBの系列会社であるRKB興発株式会社の代表取締役社長を務めている。
「スマッシュ!!11」時代は鼻の下にヒゲを生やしていたことから、当時はライオンパパの愛称が付いていた。また、同番組から全国に進出していったミュージシャンたちから慕われるような存在であり、中でも井上陽水からは“おやじさん”と言われていたほどだった。

## 担当番組
- スマッシュ!!11（1969年4月23日 - 1986年4月4日）[3]
- 井上サトルの絶対ラジオ[3]
- SUNDAY POP SHOT
- VAN MUSIC TAKE OFF（JRN九州・沖縄７局ネット）

など